# Mercedes Cup 2006
Mercedes Cup 2006 — тенісний турнір, що проходив на кортах з твердим покриттям у місті Штутгарт, Німеччина з 17 липня . Належав до категорії ATP International Series Gold.

## Фінальна частина

### Одиночний розряд
Давид Феррер —  Хосе Акасусо 6–4, 3–6, 6–7(3–7), 7–5, 6–4

### Парний розряд
Гастон Гаудіо /  Максим Мирний —  Їв Аллегро /  Роберт Ліндстедт 7–5, 6–7(4–7), [12–10]